# Dover (district)
Pour les articles homonymes, voir Dover.
Dover est un district non-métropolitain du Kent, en Angleterre. Douvres est son centre administratif. Il y a trois villes dans le district Douvres, Deal et Sandwich.

## Les paroisses du district de Dover
- Alkham
- Ash
- Aylesham
- Capel-le-Ferne
- Denton avec Wootton
- Eastry
- Eythorne
- Goodnestone
- Great Mongeham
- Guston
- Hougham Without
- Langdon
- Lydden
- Nonington
- Northbourne
- Preston
- Ringwould avec Kingsdown
- Ripple
- River
- Shepherdswell avec Coldred
- Sholden
- St Margaret-at-Cliffe
- Staple
- Stourmouth
- Sutton by Dover
- Temple Ewell
- Tilmanstone
- Walmer
- Whitfield
- Wingham
- Woodnesborough
- Worth